# 까귀파

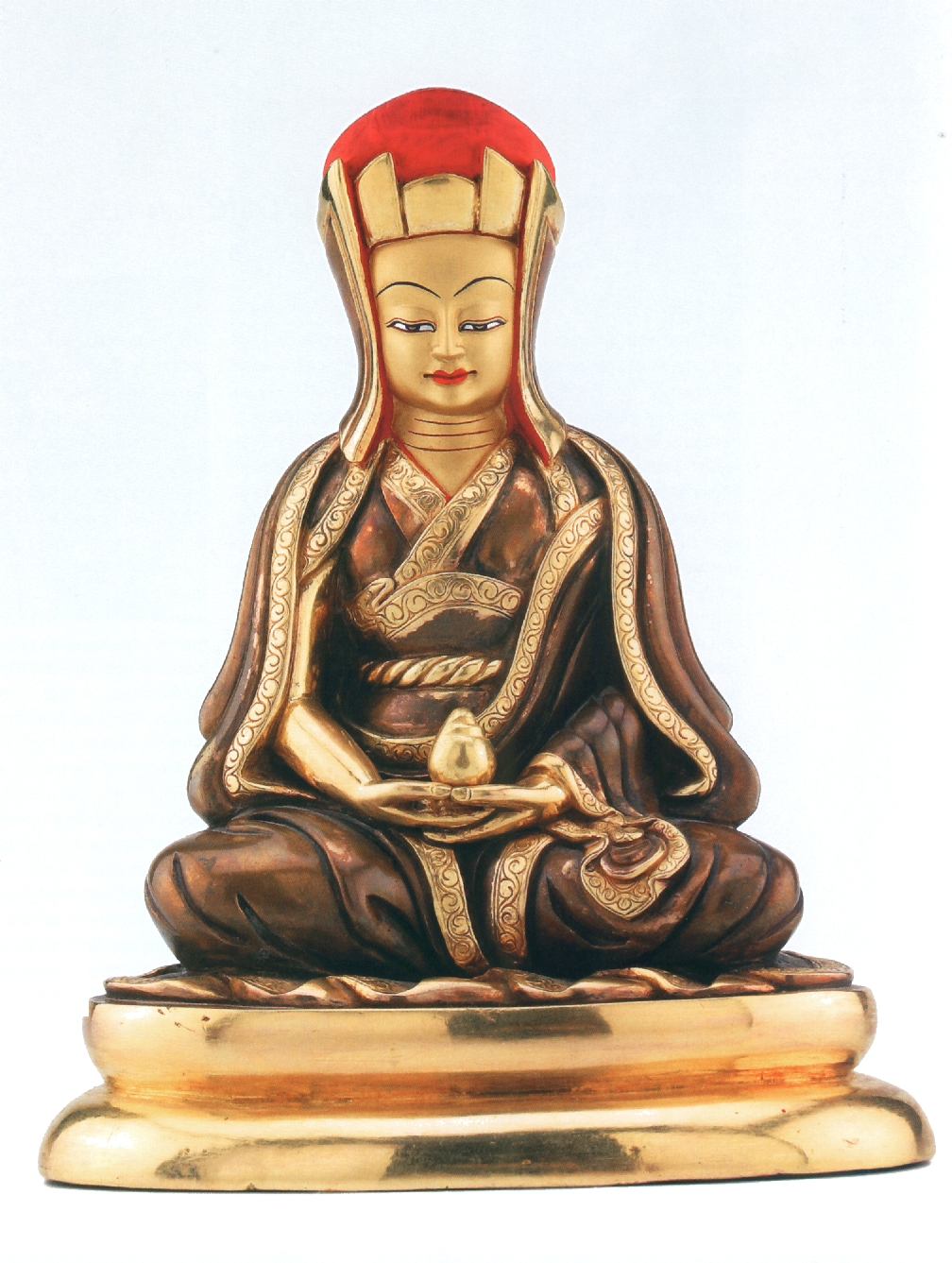

까귀파는 티베트 불교 종파 중 하나이다. 까귀는 입으로 전한다는 뜻으로, 전통 밀교 수행을 위주로 하며 아티샤의 가르침도 공부한다. 미라레빠의 제자 쇠남린첸이 1121년에 감뽀 사원을 세운 것에서 유래하였다. 이후 닥보까귀, 까마까귀, 팍주까귀, 지쿵까귀 등의 12개 분파가 생겼다.